# Max Bruch
Max Christian Friedrich Bruch, nemški skladatelj in dirigent, * 6. januar 1838, Köln, † 2. oktober 1920, Berlin.
Njegov glasbeni opus obsega preko 200 del. Je en najuspešnješih učencev skladatelja in pianista Ferdinanda Hillerja (ki mu je Robert Schumann posvetil svoj klavirski koncert). Bruchove skladbe se nagibajo na konservativno stran nemške romantične glasbene tradicije.
Njegovi najbolj znani deli sta Violinski koncert št. 1, op. 26, v g molu in Kol Nidrei, skladba za violončelo in orkester na hebrejske melodije.